# Obstetrícia

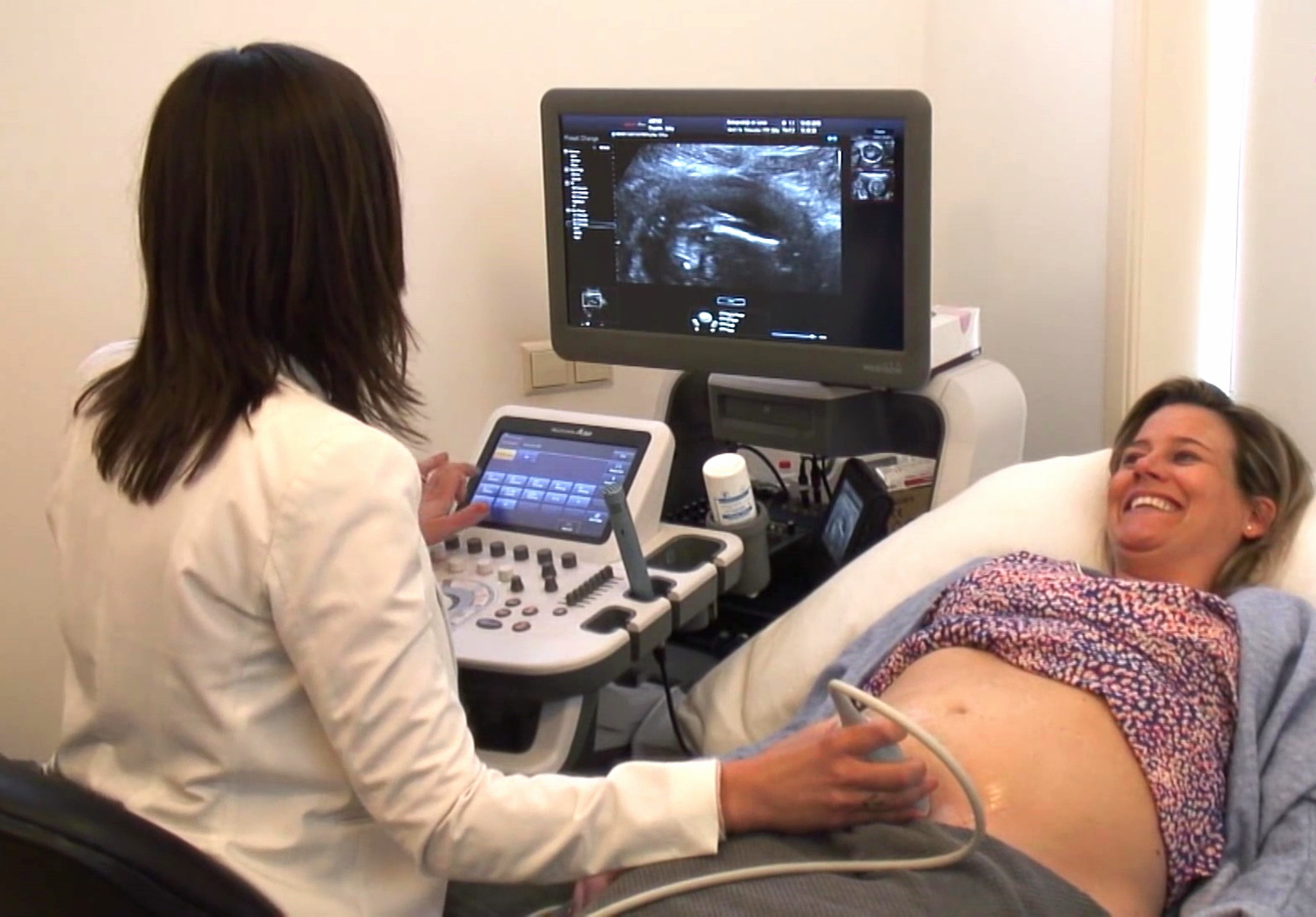
Check-up de gravidez com um técnico de Obstetrícia.

Obstetrícia é a ciência da saúde e a profissão de saúde que lida com a gravidez, o parto e o período pós-parto (incluindo os cuidados ao recém-nascido), além da saúde sexual e reprodutiva das mulheres ao longo de suas vidas. Em muitos países, a obstetrícia é uma profissão médica (especial por sua educação especializada independente e direta; não deve ser confundida com a especialidade médica, que depende de um formação geral anterior). Um profissional em obstetrícia é conhecido como obstetriz ou parteiro obstetra.
Uma análise da Cochrane de 2013 concluiu que "a maioria das mulheres deve receber modelos de continuidade de cuidados liderados por parteiras e as mulheres devem ser encorajadas a solicitar essa opção, embora deva ser tomado cuidado ao aplicar esse conselho a mulheres com complicações médicas ou obstétricas substanciais." A análise descobriu que os cuidados liderados por parteiras estavam associados a uma redução no uso de peridurais, com menos episiotomias ou partos instrumentais e um risco reduzido de perder o bebê antes de 24 semanas de gestação. No entanto, os cuidados liderados por parteiras também foram associados a uma maior duração média do trabalho de parto, medida em horas.